# Лугова вулиця (Житомир)
Лугова вулиця — вулиця в Корольовському районі міста Житомир.

## Розташування
Знаходиться на Мар'янівці. Бере початок від 1-го Мар'янівського провулка. Прямує на північний захід. Закінчується перехрестям з 6-м Транзитним провулком. Перетинається з 1-м, 2-м, 3-м, 4-м, 5-м Транзитними провулками. 

## Історія
Вулиця виникла на вільних від забудови землях, за місцем розташування меліоративних каналів на колишньому полі, де на початку ХХ століття розташовувалося Смоківське болото. Після другої світової війни у даній місцевості виникли квартали садибної житлової забудови, обмежені, зокрема, 1-м, 2-м, 3-м, 4-м, 5-м, 6-м Транзитними провулками, вулицею Луговою та Мар'янівськими лініями.
Перша назва — вулиця Костанаєва — на честь льотчика, який загинув у 1937 році. У 1952 році перейменована на Лугову вулицю. Назва пояснюється тим, що вулиця завершується на теренах лугу в долині річки Крошенки.
Станом на кінець 1960-х років вулиця та її садибна житлова забудова сформовані.